# Richard Fairbrass
Richard Peter John Fairbrass (Kingston upon Thames, 22 settembre 1953) è un cantante, bassista e conduttore televisivo britannico, meglio noto come frontman del gruppo pop Right Said Fred, che negli anni '90 ebbe un grande successo con il singolo I'm Too Sexy. Lui e la sua band hanno vinto due Ivor Novello Awards.